# 제 장공 (25대)
제 장공(齊莊公, ? ~ 기원전 548년, 재위 기원전 553년 ~ 기원전 548년)은 중국 춘추 시대 제나라의 제25대 후작이다. 이름은 광(光)이다.

## 사적

### 즉위 전
어머니가 정부인의 조카이므로 태자가 되었고, 아버지의 명령으로 여러 차례 아버지를 대신하여 제후들과의 회맹에 참석했으며 연합작전에도 참가했다. 영공 27년(기원전 555년)에 영공이 진나라와 싸워 져 임치가 포위당해 우당으로 달아나려 하자, 곽영과 함께 이를 저지했다.
서모 중자가 공자 아를 낳아 영공의 애첩 융자에게 맡겼다. 영공은 융자의 청을 받아들여, 영공 28년(기원전 554년) 광을 폐하여 동쪽 읍으로 보내고 공자 아를 태자로 삼았으며 원래 광의 태부인 고후를 아의 태부로 삼고 숙사위를 소부로 삼았다.
영공이 병이 들자 최저가 광을 모셔와 도로 태자로 삼았고, 광은 융자를 죽여 그 시체를 조정에 내걸었다. 5월에 영공이 죽자 장공이 즉위해, 공자 아를 체포하여 죽이고, 최저는 8월에 고후를 죽였다. 숙사위가 고당으로 도망가 반란을 일으키자 경봉을 보냈으나 이기지 못하자 친히 고당을 쳐, 성에 들어가 숙사위를 잡아 젓을 담았다.

### 재위
장공 2년(기원전 552년), 공자 아의 잔당을 토벌하여 공자 매를 사로잡으니 공자 서와 숙손환이 망명했다.
이해 진나라에서 난영이 쫓겨나 초나라로 망명하자 진나라는 상임에서 제후들과 회합하여 난영을 금고하고자 했는데, 제 장공은 이에 참석했으나 공경하지 않았고, 난영의 일당들(지기 · 중항희 · 주작 · 형괴)의 망명을 받아들였다. 장공 3년(기원전 551년)에는 진나라의 명령을 무시하고 제나라로 오는 난영을 받아들였다.
장공 4년(기원전 550년), 진나라와 오나라의 혼인에 잉첩을 보낸다는 핑계로 난영 일당을 진나라로 들여보내 내란을 일으키게 하고, 자신은 일단 진나라를 치고자 위나라를 쳤다. 안영과 최저와 진수무가 반대했지만 이를 듣지 않았고, 또 옛 신하들을 버리고 자신이 모은 용사들을 주축으로 군대를 편성했다. 위나라에서 출발해 진나라를 토벌했으나 난영이 졌다는 소식을 듣고 물러나 진나라 땅 조가를 점령하고, 맹문과 태항산으로 군사를 나누어 진격해 진나라의 형정 · 비소를 점령하고 진나라 군사 시체를 모아 경관을 쌓아 영공 27년의 평음 전쟁을 보복하고 회군했다. 조승의 추격을 받아 안리를 생포당했다.
장공은 바로 귀국하지 않고 거나라를 습격했고, 거자는 제나라와 싸워 이기고 화친했다.
장공 5년(기원전 549년), 전년에 진나라를 친 보복으로 노나라 중손갈의 침공을 받았다. 장공은 진나라의 보복을 두려워해 초 강왕을 만나고자 했고, 초나라는 위계강을 보내 일정을 정하고자 했으나, 진나라가 당장 쳐들어오련다는 말을 듣고 진무우를 통해 사정을 말해 회견을 중단하고 구원군을 요청하는 한편, 최저가 진무우와 위계강을 호송하여 출국시키고 작년의 화평을 깨고 또 거나라를 쳤다. 한편 주나라에 잘 보이고자 왕성을 수축했다.

### 간음하다 죽음
장공은 최저의 후처 당강과 정을 통했고, 최저는 이 때문에 장공을 원망했다. 장공이 진나라를 치자 최저는 장공을 죽여 진나라에 사죄하고자 했으나 기회를 얻지 못했다. 장공이 시인 가거를 매질하자 가거는 최저를 위해 장공을 죽일 틈을 엿봤다. 여름 5월에 거자가 제나라에 조현하는데 최저가 병을 핑계대고 정무를 보지 않자 장공은 최씨의 집에 문병하러 와서 당강을 찾았다. 최저는 집에 갑사를 숨겼고, 가거는 시종들을 저지했고, 장공이 들어가자 가거가 문을 잠가버렸다. 갑사들이 장공을 공격하자 장공은 최저에게 애원했으나 받아주지 않아 달아나다 죽임을 당했다. 최저는 영공의 서자 제 경공을 세웠다.

## 가정
- 제 영공 (아버지)
- 안의희 (적모)
- 종성희 (친모)
  - 제 장공
- 융자 (서모)
- 중자 (서모)
  - 공자 아
- 희씨 (서모, 숙손교여의 딸)
  - 제 경공